# Fissidens iwatsukii
Fissidens iwatsukii är en bladmossart som beskrevs av Bruggeman-nannenga 1994. Fissidens iwatsukii ingår i släktet fickmossor, och familjen Fissidentaceae. Inga underarter finns listade i Catalogue of Life.